# Ben Tieb
Ben Tieb (en rifeño: ⴱⴻⵏ ⵟⴰⵢⴻⴱ, en árabe: بن الطيب‎, en francés: Ben Taïeb), antiguamente en francés Aït Oulichek o Aït Oulich, es una ciudad de Marruecos ubicada en el Rif. Forma parte de la provincia de Driuch. Esta ciudad cuenta con una población de 23 000 habitantes.

## Demografía
La población es de  poco menos de 25 000 (2019).  No obstante durante el periodo estival, la población de la ciudad aumenta significativamente debido a que numerosas personas originarias de Ben Tieb han emigrado hacia Bélgica, Países Bajos y Alemania, y vuelven cada año.

## Historia
La ciudad llevaba antaño el nombre de Aït Oulichek, que es también el nombre de la tribu. Era también antiguamente apodada Souk-Sebt a causa de su mercado semanal que tenía los sábados. Tras la independencia de Marruecos, Ben Tieb pasó a formar parte de la Provincia de Nador hasta el 2009, año en que se incorporó a la nueva provincia de Driuch.

## Personas conocidas
- Nordin Amrabat futbolista internacional marroquí.
- Sofyan Amrabat futbolista internacional marroquí.